# Amanda Sickafoose Gulbis
| 171112 Sickafoose | 11 marzo 2005 |
| 202373 Ubuntu     | 11 marzo 2005 |

Amanda Sickafoose Gulbis (...) è un'astronoma sudafricana.
Ha ottenuto il dottorato in Scienze atmosferiche, planetarie e astrofisiche all'Università del Colorado nel 2002. Dal 2014 è responsabile della strumentazione dell'Osservatorio Astronomico del Sudafrica (SAAO). Collabora inoltre con il MIT.
Il Minor Planet Center gli accredita la scoperta di due asteroidi, effettuate tutte nel 2005.